# Блинзь
Блинзь, Блинзі (рум. Blânzi) — село у повіті Галац в Румунії. Входить до складу комуни Кород.
Село розташоване на відстані 206 км на північний схід від Бухареста, 63 км на північний захід від Галаца, 135 км на південь від Ясс.

## Населення
За даними перепису населення 2002 року у селі проживали 1254 особи, усі — румуни. Усі жителі села рідною мовою назвали румунську.